# 悠遊付
悠遊付是由悠遊卡股份有限公司所提供的電子支付服務，於2020年2月上線。截至2025年3月止，用戶數349.4萬，在電子支付業者中位居台灣第四。

## 簡史
- 2000年2月25日，台北智慧卡票證股份有限公司成立。
- 2008年8月8日，更名為悠遊卡股份有限公司
- 2019年2月11日，獲金管會核准取得兼營電子支付業務許可。[2]
- 2020年3月23日，悠遊付電子支付服務正式上線[3]。首先開放嗶乘車、自動加值悠遊卡功能及萊爾富、惠康百貨(現併入家樂福，不再支援悠遊付結帳)、都可茶飲、頂呱呱、消費支付服務。
- 2020年7月，開放首個線上通路PCHOME[4]。
- 2020年7月，配合振興三倍券活動，推出北市高中職學生振興券綁定悠遊卡贈悠遊付500元儲值金活動[5]。
- 2020年7月30日，開放綁定信用卡(不含簽帳金融卡)。
- 2020年9月，配合北市府智慧校園政策，開放北一女中線上點餐使用悠遊付結帳。
- 2020年12月28日，推出乘車碼服務[6]。
- 2021年1月28日，推出領市長紅包服務，此後逢過年多有領宮廟紅包、結緣金活動。
- 2021年3月16日，推出會員卡綁定服務，首先提供全家會員綁定。
- 2021年3月20日，開放部分簽帳金融卡綁定交易。
- 2021年3月24日，嗶乘車學生票上線，是全台首個支援全票以外票種的電子支付工具。
- 2021年5月，推出「我的優惠券」，可收納悠遊付所發放之現金回饋券以及商品券。
- 2021年7月，部分話題造型悠遊卡限定悠遊付用戶實名以悠遊付購買。
- 2021年10月13日，電子支付跨機構轉帳平台上線[7]，悠遊付使用者可與其他電子支付使用者及銀行用戶間互相轉帳。
- 2022年4月1日，推出卡付合一行銷活動，利用悠遊卡以及悠遊付互相導客，提升用戶忠誠度。
- 2022年4月29日，推出繳納綜所稅以及發票獎金自動匯款功能。

## 支付工具

### 合作銀行
目前可透過以下17間銀行進行儲值、交易、提領，每筆手續費15元。
- 合作金庫
- 第一銀行
- 華南銀行
- 彰化銀行
- 上海銀行
- 台北富邦銀行
- 國泰世華銀行
- 兆豐銀行
- 王道銀行
- 新光銀行
- 中華郵政
- 永豐銀行
- 玉山銀行
- 凱基銀行
- 台新銀行
- 中國信託
- 樂天銀行

### 其他儲值方式
- 虛擬帳號儲值：由台新銀行提供服務。

### 信用卡
- 支援絕大多數發卡行的信用卡以及部分銀行的簽帳金融卡。
- 信用卡不可執行儲值、提領、轉帳等非消費交易。

## 功能
- 消費交易：出示付款碼、掃描商家條碼、嗶乘車、乘車碼、APP跳轉。
- 帳戶轉帳：已綁定一項金融工具之用戶可以與悠遊付用戶相互轉帳；綁定兩項以上者可進行跨機構轉帳。
- 會員卡匣：可綁定商家會員卡。
- 現金回饋券：消費交易時若選擇符合條款的現金回饋券，將可以獲得券面標示的悠遊付儲值金。
- 規稅費繳納：可使用悠遊付繳納特定稅款、規費及費用。
- 悠遊卡記名：可在APP內為本人之悠遊卡進行記名。
- 悠遊卡自動加值：可綁定至多10張悠遊卡於小額消費通路以悠遊付帳戶餘額自動加值悠遊卡。
- 保險服務：提供合作保險商刊登保險訊息。
- 常用帳號：可記錄常用之轉帳帳號，免去逐次輸入之困擾。
- 授權扣款管理：可管理綁定自動扣款之每月最高限額或是解除授權。
- 台北通申請：可以悠遊付資料快速申請台北通。
- 發票獎金自動匯款設定：可將雲端發票中獎獎金匯入悠遊付帳戶。

## 合作商家

### 嗶乘車（限具有近場通訊NFC功能之Android手機使用）
- 國營臺灣鐵路股份有限公司
- 臺北捷運
- 新北捷運(含淡海輕軌、安坑輕軌)
- 桃園捷運
- 臺中捷運
- 臺北市公車
- 新北市公車
- 桃園市公車
- 新竹市公車
  - 適用業者：新竹客運、苗栗客運、國光客運、金牌客運
- 臺中市公車
- 嘉義市公車
- 臺南市公車
  - 適用業者：府城客運、新營客運、興南客運
註：新營客運需視車輛刷卡機是否能扣款
- 高雄市公車
註：經使用發現部分刷卡機會無法讀取嗶乘車
- 新竹縣公車
  - 適用業者：金牌客運
- 苗栗縣公車
- 彰化縣公車
- 南投縣公車
- 基隆市公共汽車管理處
- 國光客運
- 統聯客運
註：交易名稱需為「統聯桃竹苗」、「統聯(中部)」、「統聯-高雄」、「統聯花蓮市區」才能扣款
- 汎航通運
- 亞通客運
- 桃園客運
- 中壢客運
- 新竹客運
- 苗栗客運
- 金牌客運
- 台中客運
- 全航客運
- 總達客運
- 中鹿客運
- 彰化客運
- 員林客運
- 南投客運
- 臺西客運
- 嘉義縣公共汽車管理處
- 嘉義客運
- 太魯閣客運
- 普悠瑪客運
註：交易名稱為「高雄客運」
- 澎湖縣公共車船管理處
- YouBike

### 乘車碼
乘車碼為配合交通部公路總局推出，目前支援下列路線。僅能使用電支帳戶扣款，不支援連結銀行帳戶及信用卡。若搭乘公車未依照指示刷讀條碼(下車未掃描成功)，會於公車結班後進行補扣款。
以下資訊為經公告、業者刷卡機上有標示、實際測試可使用，請勿直接複製到另兩家電子支付頁面上，以免造成資訊錯誤。
- 臺中捷運
- 臺中市公車
- 高雄市公車
- 苗栗縣公車
- 臺東縣公車
- 高雄市輪船股份有限公司
- 基隆市公共汽車管理處
- 基隆客運
  - 適用路線
    - 「856 台灣好行黃金福隆線」
註：需視車輛刷卡機而定
- 國光客運
  - 適用路線
    - 「1800 中崙-基隆」
    - 「9127D 台灣好行大鵬灣琉球線」
    - 「9189 台灣好行墾丁快線」
    - 「綠18 台灣好行壯圍沙丘線」
    - 「綠19 台灣好行宜蘭東北角海岸線」
    - 「台灣好行光臨我嘉線」
- 首都客運
  - 適用路線
    - 「292 二重-捷運麟光站」
    - 「292副 二重-捷運麟光站」
- 臺北客運
  - 適用路線
    - 「57 板橋-永和」
    - 「9023 桃園-國道1號-臺北市士林區」
    - 「9023A 桃園-國道1號-臺北市士林區[中正藝文特區發車]」
    - 「9025 中壢-國道1號-臺北市松山區」
    - 「9025A 中壢-國道1號-臺北市松山區[繞駛中央大學]」
- 大都會客運
  - 適用路線
    - 「敦化幹線 麟光新村-榮總」
    - 「685 麟光新村-天母」
    - 「2088 基隆女中-捷運市政府站」
- 三重客運
  - 適用路線
    - 「9003 臺北市-國道1號高速公路-新竹市」
    - 「9005 桃園市西北區-國道1號-臺北市東南區」
    - 「9005A 桃園市西北區-國道1號-臺北市東南區(繞駛永安路)」
- 中興巴士
  - 適用路線
    - 「2022 臺北市-中壢區」
- 指南客運
  - 適用路線
    - 「9009 桃園市西北區-國道1號-臺北市東南區」
    - 「9069 桃園市大有特區-國道1號-南港轉運站」
    - 「9069A 桃園市大有特區-國道1號-捷運南京復興站」
- 桃園客運
  - 適用路線
    - 「501 台灣好行大溪快線」
    - 「502 台灣好行小烏來線」
    - 「503 台灣好行石門水庫線」
    - 「506 台灣好行東眼山線」
- 中壢客運
  - 適用路線
    - 「501 台灣好行大溪快線」
註：其餘路線視車輛刷卡機而定(支援掃描QR Code刷卡機皆可使用)
- 金台通運
  - 適用路線
    - 「251 職訓中心－雙榮親子館」
    - 「252 楊梅行政園區－光裕北街」
    - 「252A 楊梅行政園區－光裕北街(繞駛怡仁醫院)」
    - 「253 雅典社區－埔心後火車站」
- 新竹客運
  - 適用路線
    - 「9003 臺北市-國道1號高速公路-新竹市」
    - 「9010 臺中市-國道1號-新竹市」
- 金牌客運
  - 適用路線
    - 「5700 台灣好行獅山線」
    - 「觀光8號 台灣好行觀霧線」
- 苗栗客運
  - 適用路線
    - 「5805A 台灣好行南庄線」
- 台中客運
- 全航客運
- 總達客運
- 彰化客運
- 員林客運
  - 適用路線
    - 「15路 台灣好行溪頭線(彰化出發)」
    - 「6732 水里-東埔(台灣好行東埔線)」
    - 「6734 東埔-水里-集集(台灣好行東埔線)」
    - 「6883 台灣好行溪頭線(台中出發)」
註：其餘路線視車輛刷卡機而定(支援掃描QR Code刷卡機皆可使用)
- 南投客運
  - 適用路線
    - 「6658 埔里-翠峰(台灣好行清境線)」
    - 「6659 埔里-松崗(台灣好行清境線)」
    - 「6664 埔里-清境農場(台灣好行清境線)」
    - 「6670A 臺中-高鐵臺中站-埔里-日月潭(台灣好行日月潭線)[經九族文化村]」
    - 「6670B 臺中-高鐵臺中站-日月潭(台灣好行日月潭線)」
    - 「6670C 臺中-高鐵臺中站-埔里-日月潭(台灣好行日月潭線)[繞駛中台禪寺]」
    - 「6670D 臺中-高鐵臺中站-埔里-日月潭(台灣好行日月潭線)」
    - 「6670E 臺中-高鐵臺中站-日月潭(台灣好行日月潭線)[延駛臺中航空站]」
    - 「6670F 臺中-高鐵臺中站-日月潭(台灣好行日月潭線)[延駛向山行政中心]」
    - 「6670H 臺中-高鐵臺中站-埔里(台灣好行埔里線)」
    - 「6671 日月潭-水里-車埕(台灣好行車埕線)」
    - 「6883 台灣好行溪頭線(台中出發)」
註：其餘路線視車輛刷卡機而定(支援掃描QR Code刷卡機皆可使用)
- 臺西客運
  - 適用路線
    - 「701 台灣好行雲林草嶺線」
    - 「Y02 台灣好行北港虎尾線」
    - 「9015 臺中車站-臺中交流道-國道1號-斗南交流道-北港」
    - 「9015A 北港-斗南交流道-國道1號-斗南交流道-臺中車站[經媽祖醫院]」
    - 「9016 臺中車站-臺中交流道-國道1號-北斗交流道-四湖」
    - 「9016A 臺中車站-臺中交流道-國道1號-西螺交流道-四湖[不經明道大學]
    - 「9016B 臺中車站-臺中交流道-國道1號-北斗交流道-麥寮」
註：其餘路線視車輛刷卡機而定(支援掃描QR Code刷卡機皆可使用)
- 日統客運
- 嘉義客運
- 嘉義縣公共汽車管理處
- 新營客運
  - 適用路線
    - 「61 台灣好行西濱快線」
- 府城客運
  - 適用路線
    - 「98 台灣好行府城台江線」
註：其餘路線視車輛刷卡機而定(支援掃描QR Code刷卡機皆可使用)
- 高雄客運
  - 適用路線
    - 「9127D 台灣好行大鵬灣琉球線」
    - 「9189 台灣好行墾丁快線」
- 屏東客運
  - 適用路線
    - 「9127D 台灣好行大鵬灣琉球線」
    - 「9189 台灣好行墾丁快線」
註：其餘路線視車輛刷卡機而定
- 太魯閣客運
註：若遇到車輛QR Code掃描器未亮燈或被遮擋，請改用嗶乘車或悠遊卡
- 興東客運
註：若遇到車輛刷卡機乘車碼無法扣款情形，請改用嗶乘車或悠遊卡
- 東台灣客運
註：若遇到車輛刷卡機乘車碼無法扣款情形，請改用嗶乘車或悠遊卡

### 交通
- 台灣大車隊
- 大都會計程車隊

### 便利商店、超市、生活百貨
* 統一超商、全家、來來超商僅接受台新銀行以及玉山銀行信用卡
- 統一超商（7-11）
- 全家便利商店
- 萊爾富
- 來來超商（OK）
- 美廉社
- 美廉城超
- 心樸市集
- 金興發生活百貨
- 卡多摩嬰童館
- 麗嬰房
- 日藥本舖
- 棉花田

### 百貨
- 美麗華
- 微風集團
- 環球購物中心
- CITYLINK
- 中友百貨
- 新光三越

### 餐飲
- 全家餐飲集團(大戶屋等)
- 三商餐飲集團(三商巧福等)
- 二十一世紀風味館
- 統一多拿滋
- Semeur聖娜
- 天仁茶業
- 鬍鬚張

### 線上購物
- PCHOME 24H
- MOMO購物網
- 生活市集
- 九易宇軒股份有限公司(91APP代收)
- 台灣大哥大
- 美賣
- 東森購物

### 規費、稅款、醫療費
- 臺北市立聯合醫院門診費
- 台北市立各級學校學雜費
- 台灣銀行代收之學雜費
- 台北市公共住宅租金
- 路邊停車費、台北市停車月票
- 水費
- 瓦斯費
- 電費
- 地方稅
- 國稅

## 會員、載具整合

### 會員整合
- 統一超商會員(2021年10月26日上線)
- 全家便利商店會員(2021年3月16日上線)

### 載具整合
- 統一超商
- 全家便利商店
- 萊爾富